# 魏幼謙
魏幼謙（1925年—2021年2月28日），臺灣雲林縣北港鎮人，哨角工匠。

## 生平
魏幼謙家族世代居住於北港朝天宮後側，12歲時拜師習得屋頂鈑金技術，因而樂於嘗試修繕任何物品。18歲時適逢1945年太平洋戰爭局勢危急，魏幼謙被日本殖民當局徵召入伍，從軍6個月。
20歲時他參加震威團哨角會，團上12支清代泉州產銅號角年久失修，便以鈑金技術修繕並加強改良，改良後的新式哨角所產生的共鳴比舊式更佳。在摸索3年後他決定捨棄鑄模方式，以純手工技法製作哨角。臺中市大甲鎮瀾宮曾向魏訂購36支哨角，全臺逾半哨角出自其手。

### 匠人魂
2016年，中華文化總會拍攝「匠人魂」紀錄片，第1集便以魏幼謙為主題向其致敬。同年，雲林縣政府將魏幼謙的保存技術列冊。晚年的魏幼謙為不讓哨角製作技藝失傳，由其居住於新北市中和區的長子魏瑞呈傳承技藝，承繼並從旁協助乃父畢生志業。據縣府文觀處長陳璧君所述，魏在年屆94歲高齡時仍積極參與無形文化資產的保存維護計畫。
2018年，魏幼謙列名雲林縣保存技術保存者，同年獲頒該縣之文化藝術獎貢獻獎。
2019年，妻逝。
2020年雲林縣府與公共電視台合拍「匠新匠心」系列紀錄片，魏幼謙參與拍攝；同時接受《神工傳藝：雲林北港地區／傳統工藝職人》系列套書專訪；並參與該年度的北港百年藝鎮巡迴展，為臺灣哨角工藝留下珍稀的技術與經驗。

### 辭世
魏幼謙於2021年2月28日在家中辭世，享耆壽95歲。是年3月12日舉辦告別式。雲林縣長張麗善特頒表揚狀表彰其對臺灣哨角藝術的貢獻，文化部文資局亦派員慰問。